# Альдерсбахские анналы
Альдерсбахские анналы лат. Annales Alderbacenses — небольшие исторические заметки, написанные на латинском языке неизвестным монахом альдербахского (Бамбергское епископство) монастыря. Сохранились в рукописи XIII—XIV вв. Охватывают период с 1274 по 1286 гг. Содержат сведения главным образом по истории Священной Римской империи.

## Издания
- Annales Alderbacenses // MGH, SS. Bd. XVII. Hannover. 1861, p. 535—536[2].

## Переводы на русский язык
- Альдерсбахские анналы в переводе А. Слезкина на сайте Восточная литература